# Joseph Harvey Riley
Joseph Harvey Riley (19 de septiembre de 1873 - 17 de diciembre de 1941) fue un ornitólogo estadounidense.
Riley fue empleado en la Smithsonian Institution (Institución Smithsoniana) de 1896 hasta su muerte, alcanzando el cargo de Conservador Asociado de la división de aves en 1932.

## Abreviatura (zoología)
La abreviatura Riley  se emplea para indicar a Joseph Harvey Riley como autoridad en la descripción y taxonomía en zoología.